# Castel d'Azzano
Castel d'Azzano (Asàn, Sàn o Castel d'Assàn in veneto) è un comune italiano di 12 202 abitanti della provincia di Verona in Veneto.

## Geografia fisica
Castel d'Azzano dista 6 chilometri da Verona. Rispetto al capoluogo è in posizione sud. È terra di risorgive e fa parte del bacino idrografico del Tartaro. Una parte del suo abitato è contigua al corpo urbano del capoluogo ed è facilmente raggiungibile dall'autostrada A4, uscendo al casello di Verona Sud. Percorrendo l'A22 del Brennero, si può uscire al casello di Verona Nord. L'aeroporto più vicino è il "Catullo" di Verona-Villafranca che dista solo pochi chilometri.

## Origini del nome
Il toponimo è probabilmente legato al nome proprio latino Attius, molto frequente al tempo dei romani, mentre "Castello" deriva più semplicemente dall'edificio ancora oggi esistente e che ha segnato la storia del comune.

## Storia
Il comune era abitato fin dalla preistoria, anche se i ritrovamenti sono pochi, interessanti e concentrati intorno alla Villa Violini Nogarola. Fino agli scaligeri non ci sono tracce scritte sul territorio del comune, Il territorio, vista la presenza di risorgive era coperto da un lago, il lago di Vacaldo, che ne condizionò la storia e lo sviluppo fino al suo prosciugamento. Il lago era di 14 ettari. Essendo di risorgiva il lago aveva acqua pulita e rinnovata continuamente. Due erano gli usi economici: in primo luogo era adoperato come un serbatoio sempre pronto per le campagne dei dintorni, in secondo luogo, probabilmente, era sfruttato come riserva di pesce, ma per poche persone. L'utilizzazione economica del lago poteva essere fortemente limitata da un vincolo feudale; fu nella storia una riserva di caccia, a pochi chilometri da Verona e un castello che permetteva di spostare corti e centri di comando in estate. Il lago entrò nella storia più volte, con Federico Barbarossa, nel 1164, che si accampò nei pressi di Vigasio e sfruttò il lago, i suoi canali e le strutture di fossi allagabili come difesa passiva. Il Barbarossa stava cercando di ristabilire il dominio sull'Italia contro i comuni, tutti ostili, e in quel momento non aveva alleati.
Fu probabilmente in Italia il primo acquartieramento di difesa di un esercito di conquista in aperta campagna che sfruttò oltre a pochi castelli un sistema di difese naturali sostituendo i campi di difesa urbani.

L'acqua del lago era concesso agli abitanti di Vigasio come utilizzo, con un duplice scopo, l'irrigazione ed il funzionamento del Molino Nuovo. Ancora nel 1812 il vescovo di Verona Innocenzo Liruti scrisse nel suo diario:
Il lago arrivò rimaneggiato fino alla prima guerra mondiale e poi fu abbandonato e prosciugato.
La storia locale che arriva ad oggi parte dall'acquisto dei conti Nogarola del fondo di Azzano dagli Scaligeri. Si svilupparono piccoli centri con attività legata all'agricoltura. Nel 1799 vi fu uno scontro armato fra austriaci e francesi. Al compiersi dell'annessione all'Italia divenne sindaco di Castel d'Azzano fino al 1889 il conte Antonio Nogarola, l'ultimo erede della casata, lo sostituì fino al 1917 il conte Ludovico Violini Nogarola che ne ereditò anche il titolo. Una strana commistione fra dinastia e funzioni elettive comune in piccoli comuni italiani.
La cronaca dei nostri giorni ha visto un forte inurbamento con la migrazione di famiglie da Verona. Oggi un continuo urbano con connotati cittadini unisce le località di Azzano a quella di Beccacivetta con l'unica denominazione di Castel d'Azzano.

### Simboli
Lo stemma e il gonfalone sono stati concessi con regio decreto del 23 luglio 1937.
Il gonfalone è un drappo troncato di rosso e di bianco.

### Onorificenze
Con D.P.R. del 21 dicembre 2021 il comune è stato insignito del titolo di Città.

## Monumenti e luoghi d'interesse

### Architetture religiose
- Santa Maria di Azzano (demolita) - XIV secolo

Fra le chiese del comune era la più antica fra quelle citate, più volte ristrutturata fu demolita nel 1965 quando venne considerata insufficiente e sostituita con una nuova.
- Santa Maria Annunziata - XIV secolo

Anche questa più volte ristrutturata, la prima edificazione fu nel 1310 dal conte Dinadano Nogarola, probabilmente fu la prima costruzione importante dopo l'acquisizione del fondo Azzano dagli scaligeri. I Nogarola e successivamente i discendenti ne mantennero il giuspatronato fino al 1927.
Dal 1960 il culto cattolico è officiato in un nuovo edificio, la recente ristrutturazione fa sperare ad un destino diverso dalla chiesa di Santa Maria.

### Ville
- Villa Malaspina - XIV secolo

Del XIV secolo. È situata in via Cavour, dove i Malaspina avevano vaste proprietà. In precedenza la villa era un castello. Attualmente ospita un albergo di tipo Resort in onore della Contessa Malaspina. Affiancato vi è il ristorante.
- Villa Violini Nogarola detta anche "Il Castello" - XIX secolo

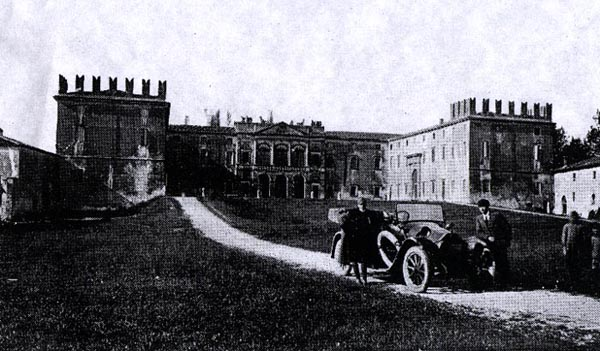
Villa Violini Nogarola

Fu interamente rifatta all'inizio del XIX secolo, da un architetto ticinese Simone Cantoni, su un'opera precedente risalente all'insediamento dei conti sul territorio. Era dotata di uno splendido parco pieno di risorgive. La morte dell'ultimo erede dei Nogarola, primo sindaco dopo l'annessione all'Italia, portò ad un lento declino culminato con la devastazione per la destinazione della villa a carcere militare per i prigionieri di guerra durante la prima guerra mondiale. Analogamente fu la fine del lago di Vacaldo che si trasformò in pantano ed acquitrino.
Attualmente solo una minima parte della villa è restaurata. Dal 1997 è diventata proprietà comunale. Ospita il municipio e tutti i suoi uffici, la sede della polizia municipale e la biblioteca. Di recente sono iniziati i lavori per il suo completo recupero.
Nel collegamento ipertestuale sottostante si ha una dettagliata cronistoria.
- Villa Cesari - XIX secolo

Situata nell'omonima via Abate Cesari, nella parte est di Castel d'Azzano, è una villa campestre, ha all'ultimo piano l'oratorio privato, ricco di affreschi, usato dall'abate Antonio Cesari. Era la dimora preferita dall'Abate, che visse a cavallo del 1800. Fu un importante scrittore e critico di lingua italiana. Due tratti importanti del suo lavoro furono il rilancio e la riqualificazione dell'opera di Dante Alighieri assieme ad altri dantisti veronesi del calibro di Bartolomeo Perazzini, Pier Iacopo Dionisi, Scipione Maffei con molti altri. Scrisse le Bellezze della Commedia di Dante Alighieri in cui organizza un dialogo fra altri quattro importanti dantisti veronesi precedenti al gruppo di cui faceva parte: Filippo Rosa Morando, Giuseppe Torelli, Agostino Zeviani e Girolamo Pompei. L'altro tratto importante del suo lavoro fu la pubblicazione de Dissertazione sopra lo stato presente della lingua italiana l'atto di nascita del purismo ottocentesco, dove poneva le basi della lingua nelle opere del tosco-fiorentino del trecento escludendo ogni contaminazione dei fiorentinismi.

### Natura
- Parco Raziol

Il parco Raziol ospita una cospicua parte delle risorgive del comune. Sono oggetto di manutenzione e permettono di conoscere questa caratteristica della pianura veronese presente anche in altri posti della pianura padana e del mondo.
Via Oppi
Entry Level
Via Europa
Livello Guard Rail

## Società

### Evoluzione demografica
Abitanti censiti

### Associazioni
La forte trasformazione demografica del paese ne ha cambiato fortemente lo stile di vita comunitario. I paesi hanno una intensa attività associativa, il comune censisce oltre 50 associazioni impegnate sul territorio.

## Cultura

### Appuntamenti
Non sono ancora nate tradizioni che portano ad appuntamenti regolari annuali, salvo le sagre presenti in ogni paese e il comitato carnevalesco.
- Carnevale

Con due maschere locali, che si appoggia alla tradizione della zona: il Conte Nogarola e la "Contessa Malaspina" due personaggi realmente esistiti. Il carnevale del comune si coordina con quello veronese del Bacanal del Gnoco il più importante carnevale popolare in Italia che ha una stagione pianificata dai primi giorni di gennaio ad ottobre.

## Economia
Il comune ha subito una radicale trasformazione dell'economia negli ultimi decenni. Sebbene il territorio sia ancora prevalentemente agricolo, lungo i confini con Verona si è sviluppata un'importante zona artigianale e industriale che offre posti di lavoro anche a un elevato numero di pendolari provenienti da altri comuni. La presenza dell'industria dolciaria (Bauli), che per definizione è stagionale, ha offerto la possibilità ai residenti di mantenere attività agricole piccole e sotto il reddito minimo o con attività di raccolta a loro volta stagionali.

## Amministrazione
Il comune aderisce all'iniziativa: patto dei sindaci.
| Periodo       | Periodo       | Primo cittadino        | Partito                                                    | Carica                  | Note                     |
| ------------- | ------------- | ---------------------- | ---------------------------------------------------------- | ----------------------- | ------------------------ |
| maggio 1985   | giugno 1990   | Luciano Frinzi         | Democrazia Cristiana                                       | Sindaco                 | [ 10 ]                   |
| luglio 1990   | luglio 1993   | Tullio Turco           | Partito Socialista Italiano                                | Sindaco                 | Dimesso                  |
| luglio 1993   | agosto 1994   | Alessandro Testini     | Partito Socialista Italiano                                | Sindaco                 | Dimissioni del consiglio |
| agosto 1994   | novembre 1994 | Renata Carletti        |                                                            | Commissario prefettizio | [ 13 ] [ 14 ]            |
| novembre 1994 | novembre 1998 | Alessandro Testini     | Lista civica                                               | Sindaco                 | [ 15 ]                   |
| novembre 1998 | maggio 2003   | Alessandro Testini     | Lista civica                                               | Sindaco                 | [ 16 ]                   |
| maggio 2003   | aprile 2008   | Franco Gaetano Bertaso | Centro-destra                                              | Sindaco                 | [ 17 ]                   |
| aprile 2008   | maggio 2013   | Franco Gaetano Bertaso | UDC - Altri                                                | Sindaco                 | [ 18 ]                   |
| maggio 2013   | giugno 2018   | Antonello Panuccio     | Lista civica "Castel d'Azzano del Fare"                    | Sindaco                 | [ 19 ]                   |
| giugno 2018   | maggio 2023   | Antonello Panuccio     | Lista civica (Castel d'Azzano del Fare-Lega)               | Sindaco                 |                          |
| maggio 2023   | in carica     | Elena Guadagnini       | Lista civica (Lega-Castel d'Azzano del Fare-Verona Domani) | Sindaco                 |                          |

### Gemellaggi
Il comune fa parte dell'associazione degli Azzano d'Italia, undici fra comuni e frazioni che portano nel loro nome il termine Azzano e che hanno i cittadini che si chiamano azzanesi: Azzano d'Asti, Azzano Decimo, Azzano Mella, Azzano San Paolo, Castel d'Azzano e sei frazioni.

## Sport

### Calcio
La principale squadra di calcio della città è l'U.S.D. Castel d'Azzano che milita nel girone A veneto di Prima Categoria.

### Pallavolo
Per quanto riguarda la pallavolo è presente la società Arena Volley, che unisce Castel d'Azzano e Nogarole Rocca.